# Кизилтау (Акшокинський сільський округ)
Кизилта́у (каз. Қызылтау) — село у складі Шетського району Карагандинської області Казахстану. Адміністративний центр Акшокинського сільського округу.
Населення — 343 особи (2021; 454 у 2009, 574 у 1999, 1006 у 1989).
Національний склад станом на 1989 рік:
- казахи — 100 %.